# José Víctor Posse
José Víctor Posse (San Miguel de Tucumán, agosto de 1785 – mayo de 1862) fue un político argentino de la primera mitad del siglo XIX, que ejerció el cargo de gobernador de la provincia de Tucumán.

## Biografía
Hijo de un rico comerciante, inmigrante gallego, tuvo una mediana educación y dedicó la mayor parte de su vida al comercio y la agricultura. 
En 1814 fundó el Hospital Militar de Tucumán, que dependía del Ejército del Norte, mandado en esa época por el coronel José de San Martín. Tres años más tarde comenzó a ocupar puestos en el cabildo de la ciudad, que no abandonaría hasta su disolución.
Era el regidor del cabildo tucumano en 1819 y, al estallar la revolución de noviembre, ocupó por dos días el cargo de gobernador interino. En la realidad, fue universalmente ignorado y terminó por aceptar entregar el poder al coronel Bernabé Aráoz, organizador de la revuelta y nombrado gobernador por un cabildo abierto.
Fue nuevamente gobernador interino por 30 días entre enero y febrero de 1822, a la caída del general Abraham González. Creyó que podría gobernar sin intromisiones, pero la inestabilidad causada por los jefes militares lo obligó a reunir otro cabildo abierto, que nombró gobernador a Diego Aráoz.
Ocupó los cargos de síndico de la ciudad, y más tarde juez de primera instancia. Por mucho tiempo fue el jefe del clan Posse en Tucumán, y defendió sus intereses ante los sucesivos gobiernos. Fue varias veces diputado provincial, y apoyó los gobiernos unitarios y federales por igual. La indefinición de los partidos antes de 1829, y posteriormente la tolerancia de los caudillos federales Alejandro Heredia y Juan Felipe Ibarra le permitieron conservar su influencia política por muchos años.
Fue también dueño de una estancia, en la que hizo varios experimentos para producir caña de azúcar, cosa que logró hacer a escala rentable sólo en sus últimos años. 
Falleció en Tucumán en mayo de 1862, cuando su familia llegaba por primera vez al poder, después de la batalla de Pavón.